# Русская классика ВХЛ 2019
Русская классика 2019 — матч регулярного чемпионата ВХЛ сезона 2019/2020 под открытым небом, который состоялся 22 декабря 2019 года между тюменским «Рубин» и Курганским «Зауралье». Матч прошёл в Тюмени.

## События матча
Курганское «Зауралье» обыграло тюменский «Рубин» в матче «Русской классики» Высшей хоккейной лиги (ВХЛ). Встреча, прошедшая в Тюмени, завершилась со счетом 4:2 в пользу «Зауралья».
В составе победителей шайбы забросили Камиль Шиафотдинов (14-я минута), Юрий Платонов (16, 43) и Илья Авраменко (60), у проигравших отличились Денис Ячменев (31) и Георгий Бердюков (59).
Для курганской команды эта победа стала пятой подряд в регулярном чемпионате ВХЛ, клуб идет на пятом месте в турнирной таблице конференции 2, набрав в 36 матчах 49 очков. «Рубин» потерпел четвертое поражение кряду, но продолжает лидировать в конференции 2, имея в активе 62 очка в 37 играх.